# Campeonato Mineiro de Futebol de 2013 - Módulo I
O Campeonato Mineiro de Futebol do Módulo I de 2013 foi a 99ª edição da principal divisão do futebol mineiro, organizado pela Federação Mineira de Futebol.

## Regulamento

### Primeira fase
O Módulo I será disputado por 12 clubes em turno único. Todos os times jogam entre si uma única vez. Os quatro primeiros colocados se classificam para a fase final e os dois últimos serão rebaixados para o Módulo II de 2014.
O campeonato também indicará o representante mineiro para a Série D 2013. O melhor time, que não estejam disputando a Série A, Série B ou Série C, ganha a vaga.

#### Critérios de desempate
Caso haja empate de pontos entre dois clubes, os critérios de desempates serão aplicados na seguinte ordem:
1. Número de vitórias
2. Saldo de gols
3. Gols marcados
4. Confronto direto
5. Número de cartoes vermelhos
6. Número de cartoes amarelos

### Fase final
Será disputado uma fase eliminatória (conhecido como "mata-mata", semifinais e final), com confrontos em ida e volta, tendo o mando de campo do segundo jogo e a vantagem do duplo empate o clube com melhor campanha.Os três primeiros colocados disputarão a Copa do Brasil de 2014.

#### Critérios de desempate
1. Saldo de gols
2. Desempenho na primeira fase

## Participantes
| Equipe                       | Cidade          | Em 2012        | Estádio                      | Capacidade | Títulos (último) |
| ---------------------------- | --------------- | -------------- | ---------------------------- | ---------- | ---------------- |
| América Futebol Clube        | Belo Horizonte  | 2º             | Independência                | 23.018     | 15 (2001)        |
| América Futebol Clube        | Teófilo Otoni   | 9º             | Arena do Dragão              | 3.970      | 0 (não possui)   |
| Araxá Esporte Clube          | Araxá           | 1º (Módulo II) | Fausto Alvim                 | 5.000      | 0 (não possui)   |
| Clube Atlético Mineiro       | Belo Horizonte  | 1º             | Independência                | 23.018     | 41 (2012)        |
| Boa Esporte Clube            | Varginha        | 8º             | Melão                        | 15.471     | 0 (não possui)   |
| Associação Atlética Caldense | Poços de Caldas | 7º             | Ronaldão                     | 7.600      | 1 (2002)         |
| Cruzeiro Esporte Clube       | Belo Horizonte  | 4º             | Mineirão                     | 61.846     | 36 (2011)        |
| Guarani Esporte Clube        | Divinópolis     | 6º             | Arena do Calçado             | 10.000     | 0 (não possui)   |
| Nacional Esporte Clube Ltda. | Patos de Minas  | 5º             | Bernardo Rubinger de Queiroz | 8.732      | 0 (não possui)   |
| Tombense Futebol Clube       | Tombos          | 2º (Módulo II) | Antônio Guimarães de Almeida | 3.050      | 0 (não possui)   |
| Tupi Football Club           | Juiz de Fora    | 3º             | Mario Helênio                | 31.863     | 0 (não possui)   |
| Villa Nova Atlético Clube    | Nova Lima       | 10º            | Castor Cifuentes             | 5.160      | 5 (1951)         |

## Primeira fase

### Classificação
Atualizado em 22 de abril de 2013.
|  |     | Equipes                  | PG | J  | V  | E | D | GP | GC | SG  |
|  | --- | ------------------------ | -- | -- | -- | - | - | -- | -- | --- |
|  | 1.  | Cruzeiro                 | 31 | 11 | 10 | 1 | 0 | 31 | 9  | 22  |
|  | 2.  | Atlético Mineiro         | 27 | 11 | 9  | 0 | 2 | 30 | 11 | 19  |
|  | 3.  | Tombense                 | 19 | 11 | 6  | 1 | 4 | 16 | 12 | 4   |
|  | 4.  | Villa Nova               | 18 | 11 | 5  | 3 | 3 | 15 | 11 | 4   |
|  | 5.  | Tupi                     | 15 | 11 | 4  | 3 | 4 | 13 | 16 | -3  |
|  | 6.  | Caldense                 | 15 | 11 | 3  | 6 | 2 | 12 | 10 | 2   |
|  | 7.  | Guarani-MG               | 14 | 11 | 4  | 2 | 5 | 16 | 19 | -3  |
|  | 8.  | América Mineiro          | 12 | 10 | 3  | 3 | 4 | 14 | 16 | -2  |
|  | 9.  | Nacional-MG              | 11 | 11 | 3  | 2 | 6 | 13 | 18 | -5  |
|  | 10. | Boa Esporte              | 11 | 11 | 3  | 2 | 6 | 12 | 19 | -7  |
|  | 11. | América de Teófilo Otoni | 7  | 11 | 2  | 1 | 8 | 8  | 24 | -16 |
|  | 12. | Araxá                    | 6  | 11 | 2  | 0 | 9 | 10 | 23 | -13 |

|  |                                           |
|  | Zona de classificação à fase Semi-Final   |
|  | Zona de rebaixamento ao Módulo II de 2014 |

### Confrontos
Para ler a tabela, a linha horizontal representa os jogos da equipe como mandante. A coluna vertical indica os jogos da equipe como visitante.
(*) Não houve jogo com a equipe da coluna vertical como mandante.
Resultados estão em verde.
 Atualizado em 22 de abril de 2013.
|            | AME | ATO | ARA | CAM | BOA | CAL | CRU | GUA | NAC | TOM | TUP | VNO |
| ---------- | --- | --- | --- | --- | --- | --- | --- | --- | --- | --- | --- | --- |
| América BH | —   | —   | —   | —   | 0-0 | 1-0 | 1-4 | 4-0 | 1-1 | 0-2 | —   | —   |
| América TO | 1-3 | —   | —   | 0-2 | —   | 1-1 | —   | —   | —   | 1-2 | —   | 2-1 |
| Araxá      | 2-1 | 0-1 | —   | —   | —   | —   | 2-3 | 2-3 | —   | 0-3 | —   | 0-2 |
| Atlético   | 5-2 | —   | 3-0 | —   | 4-0 | —   | —   | 3-1 | —   | —   | 4-1 | 2-1 |
| Boa        | —   | 3-0 | 1-0 | —   | —   | —   | 1-4 | —   | 2-1 | —   | 1-2 | —   |
| Caldense   | —   | —   | 2-0 | 2-1 | 1-1 | —   | —   | 1-1 | —   | 0-0 | —   | —   |
| Cruzeiro   | —   | 2-0 | —   | 2-1 | —   | 2-1 | —   | —   | 5-0 | 3-1 | —   | —   |
| Guarani    | —   | 4-1 | —   | —   | 2-1 | —   | 0-0 | —   | 1-0 | 3-4 | —   | 0-1 |
| Nacional   | —   | 4-0 | 2-1 | 1-3 | —   | 2-3 | —   | —   | —   | —   | 2-1 | 0-0 |
| Tombense   | —   | —   | —   | 1-2 | 2-1 | —   | —   | —   | 1-0 | —   | 0-1 | 0-1 |
| Tupi       | 1-1 | 2-1 | 2-3 | —   | —   | 0-0 | 0-2 | 2-1 | —   | —   | —   | —   |
| Villa Nova | 2-0 | —   | —   | —   | 3-1 | 1-1 | 2-4 | —   | —   | —   | 1-1 | —   |

### Desempenho por rodada
Clubes que lideraram o campeonato ao final de cada rodada:
| Rodadas  | Rodadas     | Rodadas  | Rodadas  | Rodadas  | Rodadas  | Rodadas  | Rodadas  | Rodadas  | Rodadas  | Rodadas  |
| -------- | ----------- | -------- | -------- | -------- | -------- | -------- | -------- | -------- | -------- | -------- |
| 1        | 2           | 3        | 4        | 5        | 6        | 7        | 8        | 9        | 10       | 11       |
| Cruzeiro | Atlético-MG | Cruzeiro | Cruzeiro | Cruzeiro | Cruzeiro | Cruzeiro | Cruzeiro | Cruzeiro | Cruzeiro | Cruzeiro |

Clubes que ficaram na lanterna no campeonato ao final de cada rodada:
| Rodadas    | Rodadas    | Rodadas     | Rodadas    | Rodadas    | Rodadas    | Rodadas    | Rodadas    | Rodadas    | Rodadas    | Rodadas |
| ---------- | ---------- | ----------- | ---------- | ---------- | ---------- | ---------- | ---------- | ---------- | ---------- | ------- |
| 1          | 2          | 3           | 4          | 5          | 6          | 7          | 8          | 9          | 10         | 11      |
| América-TO | América-TO | Nacional-MG | Guarani-MG | Guarani-MG | América-TO | América-TO | América-TO | América-TO | América-TO | Araxá   |

## Premiação
| Campeão do Interior 2013     |
| Tombos                       |
| ---------------------------- |
| Tombense Campeão (1º título) |

## Fase Final
Atualizado em 29 de abril de 2013.
|  | Semifinais       | Semifinais       | Semifinais | Semifinais |   |          | Final | Final | Final | Final |
|  |                  |                  |            |            |   |          |       |       |       |       |
|  | Cruzeiro         | 4                | 1          | 5          |   |          |       |       |       |       |
|  | Villa Nova       | 0                | 0          | 0          |   |          |       |       |       |       |
|  | Villa Nova       | 0                | 0          | 0          |   | Cruzeiro | 0     | 2     | 2     |       |
|  |                  |                  |            |            |   | Cruzeiro | 0     | 2     | 2     |       |
|  |                  | Atlético Mineiro | 3          | 1          | 4 |          |       |       |       |       |
|  | Atlético Mineiro | Atlético Mineiro | 3          | 1          | 4 | 2        | 5     | 7     |       |       |
|  | Atlético Mineiro |                  |            |            |   | 2        | 5     | 7     |       |       |
|  | Tombense         | 0                | 1          | 1          |   |          |       |       |       |       |

### Semifinais
Semifinal 1
| 28 de abril | Villa Nova | 0 – 4  | Cruzeiro                                        | Castor Cifuentes, Nova Lima                                       |
| 16:00       |            | Súmula | 21', 62' Éverton Ribeiro · 23', 36' Diego Souza | Público: 2,789 Renda: R$ 68 570,00 Árbitro: Igor Junio Benevenuto |

| 8 de maio | Cruzeiro   | 1 – 0 | Villa Nova | Mineirão, Belo Horizonte                                               |
| 20:30     | Egídio 69' |       |            | Público: 18,965 Renda: R$ 437 755,00 Árbitro: Wanderson Alves de Souza |

Semifinal 2
| 27 de abril | Tombense | 0 – 2  | Atlético Mineiro                | Antônio Guimarães de Almeida, Tombos                            |
| 16:00       |          | Súmula | 26' Luan · 81' Leandro Donizete | Público: 10,451 Renda: R$ 95 780,00 Árbitro: Alicio Pena Júnior |

| 5 de maio | Atlético Mineiro                                                              | 5 – 1  | Tombense         | Independência, Belo Horizonte                                          |
| 16:00     | Luan 9' · Gilberto Silva 19' · Leonardo Silva 41' · Josué 57' · Guilherme 76' | Súmula | 70' Junior Negão | Público: 20,307 Renda: R$ 215 615,00 Árbitro: Renato Cardoso Conceição |

### Final
| 12 de maio | Atlético Mineiro                               | 3 – 0  | Cruzeiro | Independência, Belo Horizonte                                         |
| 16:00      | Jô 14' · Diego Tardelli 71' · Marcos Rocha 78' | Súmula |          | Público: 21,942 Renda: R$ 704 210,00 Árbitro: Luiz Flávio de Oliveira |

| 19 de maio | Cruzeiro                         | 2 – 1  | Atlético Mineiro      | Mineirão, Belo Horizonte                                             |
| 16:00      | Dagoberto 18' (pen.), 33' (pen.) | Súmula | Ronaldinho 77' (pen.) | Público: 47 198 Renda: R$ 1 774 410,00 Árbitro: Leandro Pedro Vuaden |

## Premiação
| Campeão Mineiro 2013          |
| Belo Horizonte                |
| ----------------------------- |
| Atlético Campeão (42º título) |